# Варшавська циганерія
«Варшавська циганерія» (пол. Cyganeria warszawska) — група молодих польських літераторів початку 1840-х років, об'єднаних загальним настроєм протесту і подібною ідейно-естетичною програмою.

## Історія створення групи

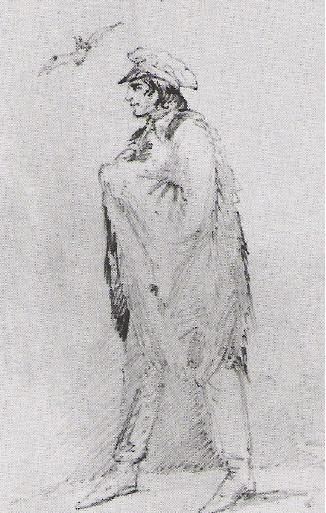
Портрет Романа Зморського авторства Ципріана Каміля Норвіда.

Група сформувалася в 1839 році у Варшаві. Дебютувала в «Przegld Warszawski» і «Pismiennictwie Krajowym». Організатори групи — поет Северин Філлеборн і прозаїк Юзеф Богдан Дзеконьський. Учасники: Северин Зенон Серпінський, Роман Зморський, Олександр Нєвєровський, Теофіл Ленартович, Ян Майоркевіч, Антон Чайковський, Влодзімеж Вольський, Нарціз Жміховская, Річард Бервінський, Кипріян і Людвік Норвіда, Юзеф Богуцький та інші .

## Діяльність
З 1841 року група року випускала власні журнали — «Nadwiślanin» («Надвіслянін», 1841—1842), «Jaskulka» («Ластівка», 1843), — редаговані Романом Зморскім. Видання оплачував Едвард Дембовський .
Термін введений пізніше Олександром Неверовським в циклі статей у газеті «Кур'єр Варшавський»(1864).
Оголосивши себе «ворогами салонів», літератори, відростивши довге волосся і приклеївши бороди, бродили в поношеному одязі по польській провінції, записуючи народні пісні, звичаї, вважаючи їх справжньою поезією. У їхніх творах часто присутній похмурий романтизм: вітри, темні хмари, грім, блискавки, привиди, кладовища, дика місцевість .
У той час стали популярними поеми Вольського «Батько Гіляров» (1843) і «Галька» (написана в 1845, але не опублікована через цензурні умови), покладена в основу лібрето опери Станіслава Монюшка. В обох поемах — трагічна історія кохання селянської дівчини і пана. На цей час припадає і фантастична поема Р. Зморського «Lesław».
Деякі учасники групи були пов'язані з польськими таємними патріотичними організаціями.